# Kurtheater Hennef

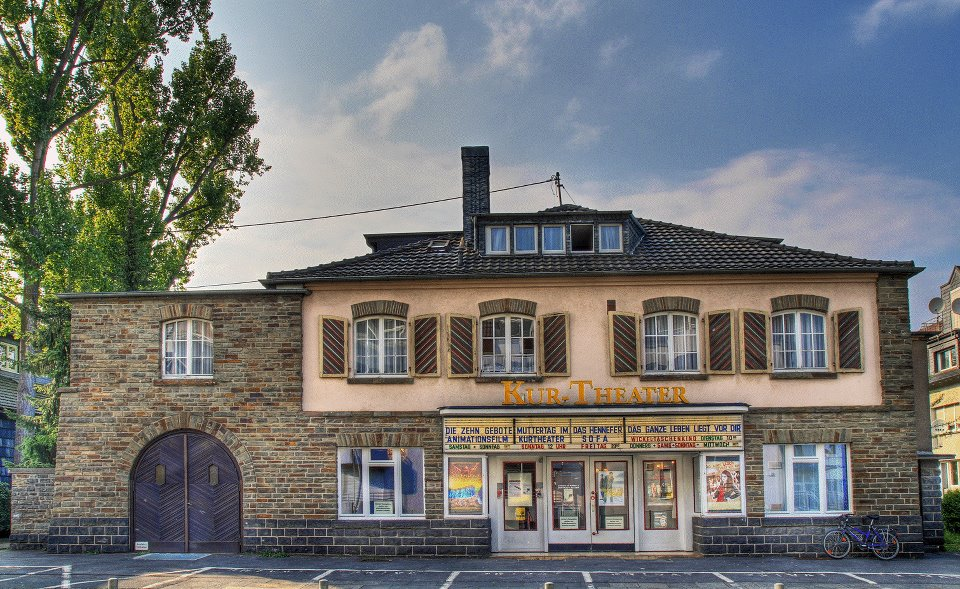
Außenansicht des Kur-Theaters.

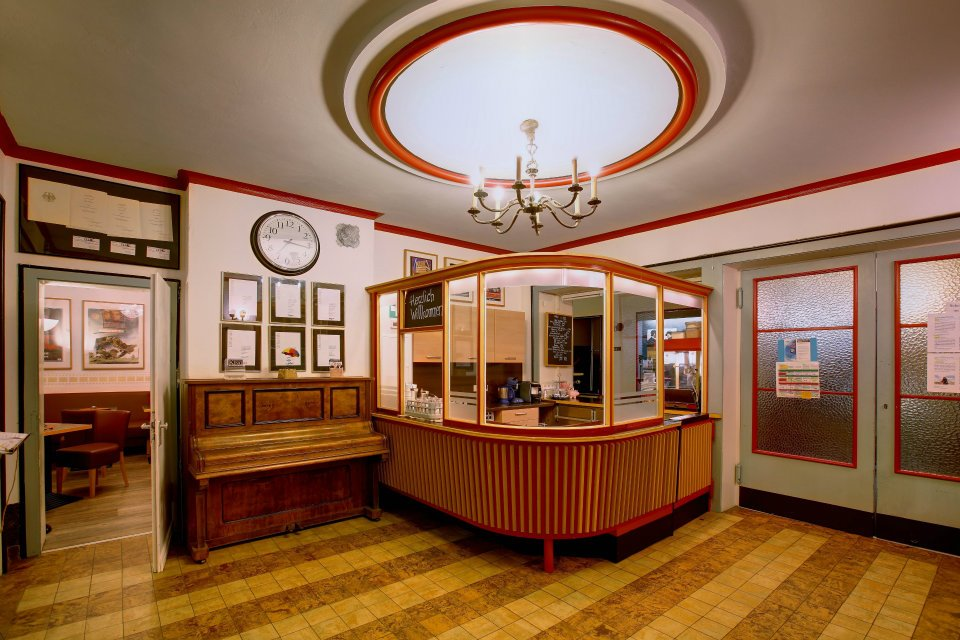
Eingangsbereich mit historischer Kasse

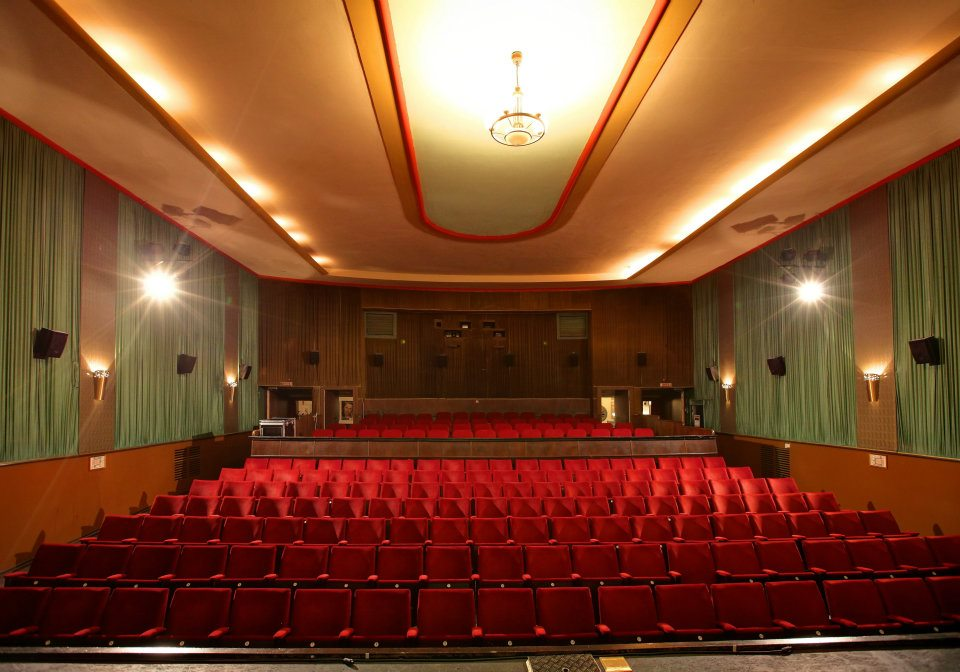
Kinosaal mit 190 Sitzen.

Das Kurtheater Hennef (auch Kur-Theater Hennef) wurde 1938 erbaut. Es ist neben den bereits geschlossenen Filmtheatern Central (heute Lokal „Jaja“) und Parklichtspiele (heute Videothek) an der Frankfurter Straße das erste und letzte von ehemals drei Kinos in Hennef. Das Gebäude steht unter Denkmalschutz und verfügt über 195 Sitzplätze.
Seit 2003 wird das Kino vom „Verein der Freunde und Förderer des Kur-Theater Hennef e. V.“ betrieben. Neben Filmen wird es auch für Kleinkunst, Musik und andere Veranstaltungen genutzt.

## Geschichte
Erster Vorgänger des Kinos war 1925 der benachbarte Tanzsaal. Er wurde für Stummfilmvorführungen mit Bänken ausgestattet, zur Begleitmusik gab es ein Klavier, das noch heute im Foyer des Kinos steht, und Geige. 1932 wurde das Kino zum Tonfilm-Theater „Kur-Lichtspiele“.
1938 wurde das heutige Kino-Gebäude fertiggestellt, am 13. August fand die feierliche Eröffnung mit dem Film Immer wenn ich glücklich bin (mit Theo Lingen und Hans Moser) und einem Filmball statt. Weil sich die Hennefer nicht an der Reichspogromnacht der Nationalsozialisten 1938 beteiligen wollten, wurde im Kino der Propaganda-Film Juden ohne Maske gezeigt, womit die Hennefer von der scheinbar von den Juden ausgehenden Gefahr überzeugt werden sollten.
Nachdem das Kino gegen Ende des Zweiten Weltkrieges 1945 kurze Zeit geschlossen war, nahmen amerikanische Soldaten das Kurtheater nach Kriegsende wieder in Betrieb. Den elektrischen Strom für ihre Filmvorführungen erzeugten sie mit einem Generator selbst. Kurze Zeit später übernahmen britische Soldaten das Kino.
Weil der Kinobetrieb 1949 alleine sich nicht rentierte, sah sich die Betreiberfamilie Bellinghausen nach anderen Verdienstmöglichkeiten um, um das Haus zu erhalten. Der Umbau zum Opernhaus wurde unter der Bauleitung von Richard Bellinghausen durchgeführt. Das Kino wurde dabei um ein Drittel verlängert, ging also hinter der Leinwand noch weiter. Die „Kur-Lichtspiele“ wurden nun zum „Kur-Theater“ umbenannt. Es verfügte über 600 Plätze, eine drehbare Bühne und einen Orchester-Raum für 50 Musiker. Zeitweise waren bis zu 200 Schauspieler, Bühnenarbeiter, Musiker und andere Mitarbeiter an einer einzigen Vorführung beteiligt. Zur Eröffnung des Opernhauses wurde Die Zauberflöte gespielt. Kino- und Opern-Betrieb verliefen in dieser Zeit parallel.
Wenige Jahre später jedoch wurde das Theaterspielen wieder eingestellt, weil es zu aufwändig und finanziell nicht tragbar war. Der Bau wurde wieder verkürzt.
Seit dieser Zeit diente das Kino immer wieder als Kulisse für Dreharbeiten – sei es ein Musikvideo der Bläck Fööss (Wenn et Leech usjing em Roxy), Aufnahmen für ein Kino-Magazin von RTL, Werbespots oder 2008 für eine Szene des Kinofilms Die Entdeckung der Currywurst mit Barbara Sukowa.
Als sich im Jahre 2003 die Familie Bellinghausen aus dem Kinobetrieb zurückziehen wollte, fassten der damalige Kämmerer der Stadt Hennef Lutz Urbach, der damalige Medizinstudent Daniel Huys und der Unternehmer Manfred Raderschad den Entschluss, das Kur-Theater ehrenamtlich als Verein weiter zu betreiben. Seit 2008 leitet Ingo Teusch gemeinsam mit einem sechsköpfigen Vorstand den Verein, der inzwischen über 1000 Mitglieder zählt. Prominente Mitglieder sind u. a. der Fernsehjournalist Ranga Yogeshwar, Andreas Etienne und die Kabarettistin Anka Zink.

## Programm
Auf der Bühne wird ein breit gefächertes Kulturprogramm angeboten. Unter anderem traten bereits Luke Mockridge, Tommy Engel, Konrad Beikircher, Kleine und Linzenich, Gerd Köster, Robert Kreis, Jürgen Becker, Anka Zink, Guido Cantz, Bernd Stelter, Stephan Sulke, Dr. Eckart von Hirschhausen, David Munyon, Laith Al-Deen, Horst Schroth, die A-cappella-Band Basta und der Schriftsteller Jan Weiler auf. Beliebt sind auch die Veranstaltungen in Eigenregie wie die lokale Talkshow „Das Hennefer Sofa“, die Variete-Veranstaltung „Kur-Theater Weihnachtsrevue“ und die Talentshows „UnEntdeckt?!“ und „Lampenfieber“.
Besondere Veranstaltungen im Kino-Bereich sind neben den Vorführungen von Klassikern und Kultfilmen das „Wickeltaschen-Kino“ für Mütter mit ihren Babys und der Stummfilmabend begleitet von Live-Musik. Regelmäßig finden auch Vorpremieren von offiziell noch nicht gestarteten Filmen statt – nach Möglichkeit auch in Anwesenheit prominenter Gäste aus der Filmbranche. So waren unter anderem bereits die Regisseure Sinan Akkuş, Frieder Wagner, André Schäfer, Armin Völckers, Erica von Moelle, Sigrid Klausmann-Sittler und Vanessa Jopp sowie die Schauspieler Sarah Kim Gries, Walter Sittler und Heinrich Schafmeister zu Gast im Kur-Theater.

## Technik
Bis zum Sommer 2011 wurden Kinofilme über zwei Bauer B8A 35-mm-Film-Projektoren gezeigt, die aus dem Jahr 1958 stammen. Seit umfangreichen Umbauarbeiten im Februar und März 2008 wurde eine Maschine nur noch für das Vorprogramm genutzt, während das Hauptprogramm von einem Cinemeccanica Spulenturm gespeist wurde. Weiterhin ist Überblendbetrieb mit 600 m- bzw. 1800 m-Spulen von beiden Maschinen möglich. Beide Projektoren sind mit Bauer-Tongeräten ausgestattet, die auf moderne Laser-Abtastung für Dolby SR umgerüstet wurden. Die Hauptmaschine ist zusätzlich mit Abtastsystemen für Dolby Digital und DTS ausgerüstet.
Das Kino verfügt über ein 8-kanaliges Tonsystem (Konfiguration 7.1), welches aus insgesamt 16 Lautsprechern besteht. Angesteuert wird es über einen USL JSD-80D Kinoprozessor sowie DTS-6 und Dolby DA20 Prozessoren. Für diese Ausstattung wendete der betreibende Verein ca. 15.000 Euro auf, von denen 3.700 Euro von der Filmstiftung Nordrhein-Westfalen zugeschossen wurden.
2011 wurde die Projektionsanlage umgebaut: Dafür wurde einer der beiden 35-mm-Film-Projektoren entfernt und ein Kinoton DCP 30SXII Projektor mit Doremi Server zur Wiedergabe von digitalen Filmen gemäß DCI Norm installiert. Die Anlage ist mit einem Volfoni 3D-Kino-System ausgestattet, für das insgesamt 200 aktive 3D-Brillen angeschafft wurden. Weiterhin ist ein professioneller Scaler an den Projektor installiert, der die Wiedergabe von alternativen Inhalten (Blu-ray, DVD, Satelliten-Fernsehen etc.) ermöglicht. Gleichzeitig wurde im Saal eine neue, größere Leinwand installiert. Die Möglichkeit der Wiedergabe von 35-mm-Film-Material ist weiterhin gegeben.
2022 löste ein 4K-Laser-Projektor nach mehr als 18.000 Betriebsstunden den 2011 angeschafften Projektor ab.
Im Saal ist eine zusätzlich separate Beschallungsanlage und moderne Lichttechnik für Sonderveranstaltungen vorhanden.

## Auszeichnungen
Zwischen 2005 und 2023 wurde das Kur-Theater neunzehnmal in Folge von der Filmstiftung Nordrhein-Westfalen für sein „herausragendes Filmprogramm“ mit der Jahresfilmprogramm-Prämie bzw. dem KinoProgrammPreis ausgezeichnet. Zwischen 2008 und 2013 erhielt das Lichtspielhaus sechsmal in Folge den Kinoprogrammpreis von Staatsminister Bernd Neumann.